# بعثة مراقبي الأمم المتحدة في طاجيكستان

كانت بعثة مراقبي الأمم المتحدة في طاجيكستان (بالإنجليزية: United Nations Mission of Observers in Tajikistan أو UNMOT) بمثابة بعثة لحفظ السلام أنشأها مجلس الأمن التابع للأمم المتحدة في ديسمبر 1994

كانت بعثة مراقبي الأمم المتحدة في طاجيكستان (بالإنجليزية: United Nations Mission of Observers in Tajikistan أو UNMOT) بمثابة بعثة لحفظ السلام أنشأها مجلس الأمن التابع للأمم المتحدة في ديسمبر 1994  ومددت عدة مرات حتى انتهاء ولايتها في مايو 2000.  كان الغرض منها مراقبة اتفاقيات السلام أثناء الحرب الأهلية في طاجيكستان وبعدها. تم نشر المراقبين لأول مرة في أعقاب وقف إطلاق النار، في عام 1994، بين الحكومة الحاكمة في طاجيكستان، بقيادة إمام علي رحمونوف، والمعارضة الطاجيكية المتحدة. بعد أن أنهت الهدنة التي رعتها الأمم المتحدة الحرب في عام 1997، وسعت الأمم المتحدة التفويض الأصلي للبعثة لمراقبة السلام والتسريح. كان المقر الرئيسي للبعثة في دوشنبه، طاجيكستان.

## تطوير مشاركة الأمم المتحدة
كانت طاجيكستان في حالة اضطراب سياسي لعدة أشهر بعد إعلان جمهورية طاجيكستان الاشتراكية السوفياتية الاستقلال عن الاتحاد السوفيتي في سبتمبر 1991. تمكنت المعارضة الطاجيكية المتحدة، وهي تحالف من القوى الديمقراطية والليبرالية والإسلامية، من تولي السلطة في منتصف عام 1992 لفترة قصيرة، وبعد ذلك تمكنت قوات حكومة إمام علي شاريباني رامونا من استعادة السيطرة عسكريا. وفقا للأمم المتحدة، «بحلول منتصف عام 1993، في بلد يقل عدد سكانه عن 6 ملايين، قُتل ما يقدر بنحو 50.000 شخص، معظمهم من المدنيين، ونزح حوالي 600.000 داخليًا، وعبر 60.000 آخرون الحدود إلى شمال أفغانستان». على الرغم من انتهاء معظم الأعمال العدائية المنظمة بنهاية عام 1993، استمر متمردو المعارضة الطاجيكية الموحدة في محاربة القوات الحكومية الطاجيكية وحلفائهم من الاتحاد الروسي على طول الحدود الطاجيكية الأفغانية. تم تنظيم أولى قوات حفظ السلام، وهي قوات حفظ السلام الجماعية التابعة لرابطة الدول المستقلة في طاجيكستان، في أواخر عام 1993، بمساهمة من كازاخستان وقيرغيزستان والاتحاد الروسي وطاجيكستان وأوزبكستان.
كان هناك عدد من المحاولات الإقليمية للسلام في عامي 1992 و1993، ولم ينجح أي منها بشكل خاص. بعد مناشدة مباشرة من رئيس أوزبكستان إسلام كريموف، أرسل الأمين العام بطرس بطرس غالي بعثات إلى المنطقة لتقصي الحقائق ومراقبة الوضع الإنساني. بعد ذلك، أذن بطرس غالي للمبعوث الخاص لطاجيكستان بالسعي إلى وقف إطلاق النار الفوري والمفاوضات بين الجانبين والدول المجاورة. في سبتمبر 1994، بعد محادثات في موسكو وطهران، تم توقيع اتفاقية طهران (أو اتفاقية وقف إطلاق النار المؤقت ووقف الأعمال العدائية الأخرى على الحدود الطاجيكية الأفغانية وداخل البلاد طوال مدة المحادثات)، مع النص على أن وقف إطلاق النار سيتم تفعيله بمجرد نشر مراقبي حفظ السلام التابعين للأمم المتحدة. دخل حيز التنفيذ في 20 أكتوبر 1994، بعد وصول أول 15 مراقباً. ثم بدأ مجلس الأمن التابع للأمم المتحدة النظر في نشر بعثة حفظ سلام في المنطقة للتحقيق في انتهاكات وقف إطلاق النار والإبلاغ عنها. أنشأ القرار 968 (1994) المؤرخ 16 كانون الأول / ديسمبر 1994 رسمياً بعثة مراقبي الأمم المتحدة في طاجيكستان. وبالتعاون مع قوات الحدود الروسية وقوات حفظ السلام الجماعية التابعة لرابطة الدول المستقلة، حافظت البعثة على مستوى منخفض من الأفراد، بقوام أولي يبلغ 55 فرداً، من بينهم 22 عسكرياً. 

## أفراد البعثة
كان أفراد البعثة يتألفون من مراقبين عسكريين وموظفين مدنيين دوليين ومحليين، فضلا عن ضابطي شرطة مدنيين بعد تموز / يوليو 1998. وجاء المراقبون العسكريون من 15 دولة أجنبية هي النمسا وبنغلاديش وبلغاريا وجمهورية التشيك والدنمارك وغانا والمجر وإندونيسيا والأردن ونيبال ونيجيريا وبولندا وسويسرا وأوكرانيا وأوروغواي. وعلى الرغم من أنها بدأت بنشر أولي لـ 40 مراقباً عسكرياً فقط (باستثناء الموظفين المدنيين والشرطة)، فقد ارتفع العدد إلى 81 بعد الهدنة، ووصل إلى 17 في وقت انسحاب بعثة مراقبي الأمم المتحدة في طاجيكستان. 

## قتلى
تكبدت البعثة 7 قتلى، 3 عسكريين و4 مدنيين. كان الحادث الأكثر شهرة في 20 يوليو 1998 عندما قتل أربعة من أعضاء بعثة مراقبي الأمم المتحدة في طاجيكستان، الرائد ريزارد زيفتشيك من بولندا؛ الرائد أدولفو شاربج من أوروغواي؛ يوتاكا أكينو من اليابان؛ وجورجون محرموف من طاجيكستان، بالقرب من مدينة جارم في وسط طاجيكستان. وفي اليوم نفسه، علقت منظمة الأمم المتحدة بأكملها، بالإضافة إلى العديد من المنظمات غير الحكومية الدولية عملياتها وسحبت موظفيها من طاجيكستان. 

## فهرس
- الموقع الرسمي UNMOT
  - إحصائيات بعثة مراقبي الأمم المتحدة في طاجيكستان
- الرسالة الإخبارية لبعثة مراقبي الأمم المتحدة في طاجيكستان - «القتل بدم بارد لحفظة السلام العزل» 22 تموز / يوليه - 3 آب / أغسطس 1998